# Lyndon Hooper
Lyndon Fitzgerald Hooper (* 30. Mai 1966 in Georgetown, Guyana) ist ein ehemaliger kanadischer Fußballspieler.

## Sportlicher Werdegang
Hooper debütierte 1987 für die Ottawa Pioneers in der Canadian Soccer League. 1988 schloss er sich dem neu gegründeten Klub Montreal Supra an, ehe er 1990 zum Ligakonkurrenten Toronto Blizzard weiterzog. 1993 wechselte er in den englischen Vereinsfußball, fasste aber bei Birmingham City nicht Fuß und kehrte nach einer Spielzeit nach Nordamerika zurück. Bis 1998 spielte er anschließend für Montreal Impact. Nach einer Spielzeit bei den Hampton Roads Mariners 1999 spielte er ab 2000 noch zwei Spielzeiten bei Toronto Lynx. Anschließend war er noch im Amateurbereich aktiv, ehe er 2005 als Assistenztrainer zu Toronto Lynx zurückkehrte.
Zwischen 1986 und 1997 bestritt Hooper 66 Länderspiele für die kanadische Nationalmannschaft. In der Qualifikation zur Weltmeisterschaft 1994 scheiterte er erst in den Interkontinental-Play-Offs an Australien im Elfmeterschießen. Dabei erzielte er bei der 1:2-Rückspielniederlage mit dem zwischenzeitlichen Ausgleich sein drittes Länderspieltor. Nach dem Ausscheiden beendete er seine Nationalmannschaftskarriere.
Hooper spielte zeitweise auch Hallenfußball. Unter anderem nahm er an der Futsal-Weltmeisterschaft 1989 teil.
2011 wurde Hooper in die Canadian Soccer Hall of Fame aufgenommen.